# حباب دوازدهه‌ای
حباب دوازدهه (duodenum bulb) بخشی از دوازدهه نزدیک به معده است. طول آن معمولاً ۵ سانتی‌متر است. از پیلور شروع و به گردن کیسه صفرا ختم می‌شود. در ناحیه خلفی کبد و کیسه صفرا و بالاتر از سر پانکراس قرار دارد. سرخرگ گاستورودودنوم، ورید پورت و مجرای صفراوی مشترک درست در پشت آن قرار دارند. قسمت انتهایی حباب به صورت خلفی قرار گرفته‌است.
حباب دوازدهه جایی است که زخم اثنی عشر رخ می‌دهد. زخم دوازدهه شیوع بیشتری نسبت به زخم معده دارد و برخلاف زخم معده به دلیل افزایش ترشح اسید معده ایجاد می‌شود. زخم‌های اثنی عشر معمولاً قدامی و به ندرت خلفی قرار دارند.
زخم‌های قدامی می‌توانند با سوراخ شدن پیچیده شوند، در حالی که زخم‌های خلفی خونریزی می‌کنند. دلیل آن با موقعیت مکانی زخم‌ها مرتبط است. حفره صفاقی یا شکمی در جلوی دوازدهه قرار دارد بنابراین اگر زخم به اندازه کافی عمیق شود سوراخ می‌شود. در حالی که اگر زخم خلفی عمیق شود به وارد عروق دستگاه گوارش شده و خونریزی می‌کند.